# Mademoiselle de Paris (film, 1955)
Pour les articles homonymes, voir Mademoiselle de Paris.
Pour plus de détails, voir Fiche technique et Distribution.
Mademoiselle de Paris est un film français réalisé par Walter Kapps et sorti en 1955.

## Synopsis
Une jeune femme tombe amoureuse de son patron, alors que celui-ci, en faillite, s'apprête à fermer sa maison de haute-couture.

## Fiche technique
- Réalisation : Walter Kapps
- Scénario et dialogues : Maurice Griffe
- Décors : Rino Mondellini
- Costumes : Jean Desses
- Photographie : : Armand Thirard
- Montage : Henri Taverna
- Son : Jacques Carrère
- Musique : Paul Durand
- Producteur : Pierre Chichério
- Société de production : Pécéfilms, Gaumont[1]
- Pays :  France
- Format : Couleur (Eastmancolor) - 2,35:1 - 35 mm - Son mono
- Genre : Film musical
- Durée : 110 minutes
- Date de sortie : 
  - France - 28 juin 1955
- Affiche : Boris Grinsson (France)

## Distribution
- Jean-Pierre Aumont : Maurice Darnal
- Gisèle Pascal : Micheline Bertier
- René Blancard : le père de Micheline
- Nadine Basile : Léa Berthier
- Raphaël Patorni : le fournisseur
- Jacqueline François : elle-même
- Capucine : elle-même
- Henri Arius : l'acteur
- Jean Marchat : Jean Hubert
- Raymond Loyer : Max
- Robert Seller : le notaire
- Georges Sellier : l'avoué
- André Pellenc
- Yannick Arvel
- Denise Carvenne